# Jetrel
"Jetrel" (títol original en anglès "Jetrel") és el quinzè i penúltim episodi de la primera temporada de la sèrie de televisió de ciència-ficció estatunidenca Star Trek: Voyager. La història va ser escrita per James Thomton i Scott Nimerfro, mentre que el guió televisiu va ser escrit per Jack Klein, Karen Klein i Kenneth Biller. Fou dirigit per Kim Friedman. Aquest episodi es va emetre a UPN el 15 de maig de 1995.
Ambientada al segle XXIV, la sèrie segueix les aventures de la tripulació de la Flota Estel·lar i els Maquis de la nau estel·lar USS Voyager després de quedar encallats al Quadrant Delta lluny de la resta de la Federació. En aquest episodi, Neelix lluita amb emocions contradictòries quan es troba amb un antic enemic de la seva raça alienígena.

## Argument
Neelix queda horroritzat quan un haakonià anomenat Dr. Ma'Bor Jetrel contacta amb la "Voyager" i li demana que es reuneixi. Els haakonians van lluitar una llarga i destructiva guerra contra el seu poble, els talaxians, fa quinze anys. Jetrel va ser el responsable de desenvolupar la Cascada de Metreons, una superarma que va matar més de 300.000 persones a la lluna Rinax de Talax, inclosa la família de Neelix. Jetrel diu que s'ha presentat per examinar talaxians com Neelix, que va ajudar a evacuar els supervivents de Rinax, exposant-se en el procés a altes concentracions d'isòtops de metreons que poden causar una malaltia mortal de la sang, la metrièmia. Tot i que considera Jetrel un monstre, Neelix accepta ser examinat i Jetrel l'informa que té metrièmia incipient. Jetrel convenç la Capitana Janeway perquè faci un desviament al sistema Talaxià. Utilitzant els sistemes de transport de la nau, Jetrel sent que podrà desenvolupar una cura recuperant mostres del núvol de Metreons que encara envolta Rinax.
Janeway hi està d'acord, però Neelix encara està amargat. Condemna amb ràbia a Jetrel per la devastació que va causar, només per descobrir que el científic també n'està pagant el preu: la seva dona el va abandonar després de l'atac a Rinax, els seus fills es neguen a reconèixer-lo i ell es troba en les etapes finals de la metrèmia amb només uns dies de vida. L'arribada de la nau a Rinax obre velles ferides per a Neelix. Confessa a Kes que va mentir durant anys sobre formar part de les forces de defensa talaxianes. Mai es va presentar al servei; en canvi, va passar la guerra amagat a Talax. Més tard, Neelix busca Jetrel a la infermeria, només per trobar-lo desactivat i Jetrel realitzant experiments d'amagat. Sospitant el pitjor de Jetrel, Neelix intenta avisar Janeway, però el científic el deixa inconscient.
Jetrel es dirigeix a la sala del transportador, on s'enfronta a la capità. Jetrel suplica a Janeway que el deixi concloure la seva feina i recuperar les víctimes talaxianes mortes de Rinax. Ell creu que pot utilitzar el transportador per regenerar les seves restes dissociades i confessa que va venir a la "Voyager" com a pretext per utilitzar el transportador de la nau; Neelix no té metrèmia. Janeway permet que Jetrel continuï, però l'improbable experiment falla. El científic s'esfondra, sabent que mai podrà redimir-se. Neelix fa una última visita a Jetrel i li diu que està perdonat, permetent que el Haakonià mori amb una semblança de pau.

## Actors convidats
- James Sloyan - Dr. Ma'bor Jetrel
- Larry Hankin - Gaunt Gary

## Producció
"Jetrel" tracta dels bombardejos atòmics de les ciutats japoneses d'Hiroshima i Nagasaki a l'agost de 1945. Kenneth Biller va estudiar extensament la història d'aquests bombardejos mentre treballava en el guió. Entre altres coses, va veure imatges de persones que patien malaltia per radiació, que va trobar una experiència extremadament angoixant. Biller va proporcionar a Jetrel diverses cites de J. Robert Oppenheimer, el «pare de la bomba atòmica».

## Recepció
Keith DeCandido el va qualificar a "tor.com" el 2020 com un dels millors episodis de "Star Trek: Voyager". Ethan Phillips té l'oportunitat de desenvolupar completament el seu talent actoral per primera vegada des del pilot, i l'utilitza de manera brillant. En els episodis anteriors, el seu personatge Neelix havia estat retratat més com una figura còmica. "Jetrel" no sols ho canvia, sinó que també proporciona una justificació posterior per a aquesta representació: Neelix ho ha perdut tot en l'atac haakonià i es culpa greument de la seva covardia. Per a DeCandido, és lògic que amagui el seu veritable jo darrere d'una figura còmica. A DeCandido també li va encantar la interpretació de Jetrel per part de James Sloyan.
Els crítics Lance Parkin i Mark Jones es van queixar que el perdó de Neelix va ser massa precipitat, però van acceptar que era inevitable en l'abast d'un episodi.
L'episodi tenia una qualificació Nielsen de 5,8 quan es va emetre el 1995.
El 2022, un crític del lloc web Collider va incloure l'episodi entre els seus 25 millors episodis de Star Trek: Voyager i va escriure "La bellesa de la ciència-ficció és la seva capacitat de reflectir incidents del món real a través d'una lent específica del gènere"..